# Arum dracunculus
Aram dracunculus es una especie de planta fanerógama perteneciente a la familia Araceae natural de Europa donde crece en lugares húmedos y jardines.
Es un sinónimo de Dracunculus vulgaris.
Es una planta herbácea que alcanza los 60-100 cm de altura. Tiene un tubérculo redondo del tamaño de una naranja. El tallo floral está envuelto por una espata en forma de cucurucho de color rojo o púrpura. El fruto es una baya de color negro.

## Propiedades
- Se usa vía externa para eliminar las pecas y manchas de la piel.
- No debe ser ingerido por ser tóxico.